# 过渡时期总路线
过渡时期总路线，又称“一化三改（造）”，是1953年6月毛泽东在中央政治局扩大会议上首次提出的，12月党中央完整确定表述的，1954年2月中共七届四中全会与9月一届人大一次会议列入《中华人民共和国宪法》正式通过的，指导中国全面开始从新民主主义向社会主义过渡的基本纲领和系列政策。其基本内容是：从中华人民共和国成立，到社会主义改造基本完成，这是一个过渡时期。中共在这个过渡时期的总路线和总任务，是要在一个相当长的时期内，逐步实现中国的社会主义工业化，并逐步实现中国对农业、对手工业和对资本主义工商业的社会主义改造。總路線的實質，就是使國家掌握所有的生產資料。
1953年6月15日，毛泽东在中央政治局扩大会议上第一次对党在过渡时期的总路线和总任务的内容作了比较完整的表述。他说：“党在过渡时期的总路线和总任务，是要在10年到15年或者更多一些时间内，基本上完成国家工业化和对农业、手工业、资本主义工商业的社会主义改造。这条总路线是照耀我们各项工作的灯塔。不要脱离这条路线，脱离了就要发生‘左’倾或右倾的错误。”
这是一条社会主义改造和社会主义建设同时并举的总路线。它的根本思想，早在党的七届二中全会上就提出来了。1952年9月以后，毛泽东曾多次讲到过渡时期总路线的问题。在6月15日的这次中央政治局扩大会议以后，中央宣传部着手起草关于总路线的宣传提纲。毛泽东在修改这个提纲时，把党在过渡时期的总路线进一步完整准确地表述为：“从中华人民共和国成立，到社会主义改造基本完成，这是一个过渡时期。党在这个过渡时期的总路线和总任务，是要在一个相当长的时期内，逐步实现国家的社会主义工业化，并逐步实现国家对农业、对手工业和对资本主义工商业的社会主义改造。这条总路线是照耀我们各项工作的灯塔，各项工作离开它，就要犯右倾或‘左’倾的错误”。

## 评价
1981年６月中共十一届六中全会通过的《关于建国以来党的若干历史问题的决议》，对党在过渡时期总路线进行了历史定位，指出：“过渡时期总路线反映了历史的必然”，“党提出的过渡时期总路线是完全正确的”。目前党史学界对总路线的评价，总体上仍是在《历史决议》的框架下进行的，绝大数研究者都对它作了高度肯定。
2011年出版的由中共中央党史研究室编写的《中国共产党历史》（第二卷），从宏观上对总路线作了高度评价。该书指出：“党在过渡时期总路线的提出，在中华人民共和国历史发展上具有转折性的意义。”“历史证明，党提出过渡时期总路线，是符合新中国社会发展的实际和规律的，反映了历史的必然性，是完全正确的。”
龚育之在其所著《党史札记》中，由对新民主主义理论的评价，引申出对总路线的肯定评价。他说：“新民主主义论（包括新民主主义革命和建设新民主主义制度的国家）是毛泽东把马克思主义同中国实际结合起来的重大创造，过渡时期总路线是这一创造的发展”。
金冲及同样认为，过渡时期总路线是适应历史需要提出的，是推动历史前进的；同时指出“其中最重要的、又恰恰被不少人忽略或遗忘的是：在中国建立起社会主义制度的主体是靠社会主义工业化。”“不能把中国社会主义制度的建立看成主要是对资本主义工商业进行社会主义改造的结果，或者过多地把注意力集中在这一点上。……中国之所以能建立起社会主义基本制度，首先是靠全国人民流血流汗苦干出来的，而不是靠‘赎买’得到的。忽视主体，只谈两翼，不说是本末倒置，至少是主次不分。”